# Хорольское сельское поселение (Воронежская область)
Хорольское сельское поселение — упразднённое муниципальное образование в Таловском районе Воронежской области.
Административный центр — посёлок Терехово.

## История
Законом Воронежской области от 30 ноября 2015 года № 163-ОЗ, были преобразованы, путём их объединения Анохинское, Нижнекаменское и Хорольское сельские поселения — в Нижнекаменское сельское поселение с административным центром в посёлке Нижняя Каменка.

## Административное деление
В состав поселения входят:
- посёлок Терехово,
- посёлок Хорольский,
- посёлок Гуляй Поле,
- посёлок Крутинский,
- посёлок Львов,
- посёлок Порохово.